# Station La Plaine - Stade de France
La Plaine - Stade de France is een van de drie stations die zijn gelegen in de Franse gemeente Saint-Denis in het departement van Seine-Saint-Denis. Het station is gelegen bij het Stade de France en het Centre aquatique olympique.

## Geschiedenis
Het station is op 25 januari 1998 geopend naar aanleiding van de wereldcup voetbal 1998 in het stadion Stade de France.

## Het station
Het station is onderdeel van het RER-netwerk (Lijn B) en ligt voor Carte Orange gebruikers in zone 2. La Plaine - Stade de France telt twee sporen en twee perrons. Het station is eigendom van SNCF.

## Overstapmogelijkheid
- RATP
  - zes buslijnen

## Vorig en volgend station
| Richting                                | Vorig station | Lijn  | Volgend station              | Richting                                             |
| --------------------------------------- | ------------- | ----- | ---------------------------- | ---------------------------------------------------- |
| Robinson B2 Saint-Rémy-lès-Chevreuse B4 | Gare du Nord  | RER B | La Courneuve - Aubervilliers | Aéroport Charles de Gaulle 2 TGV B3 Mitry - Claye B5 |

## Fotogalerij

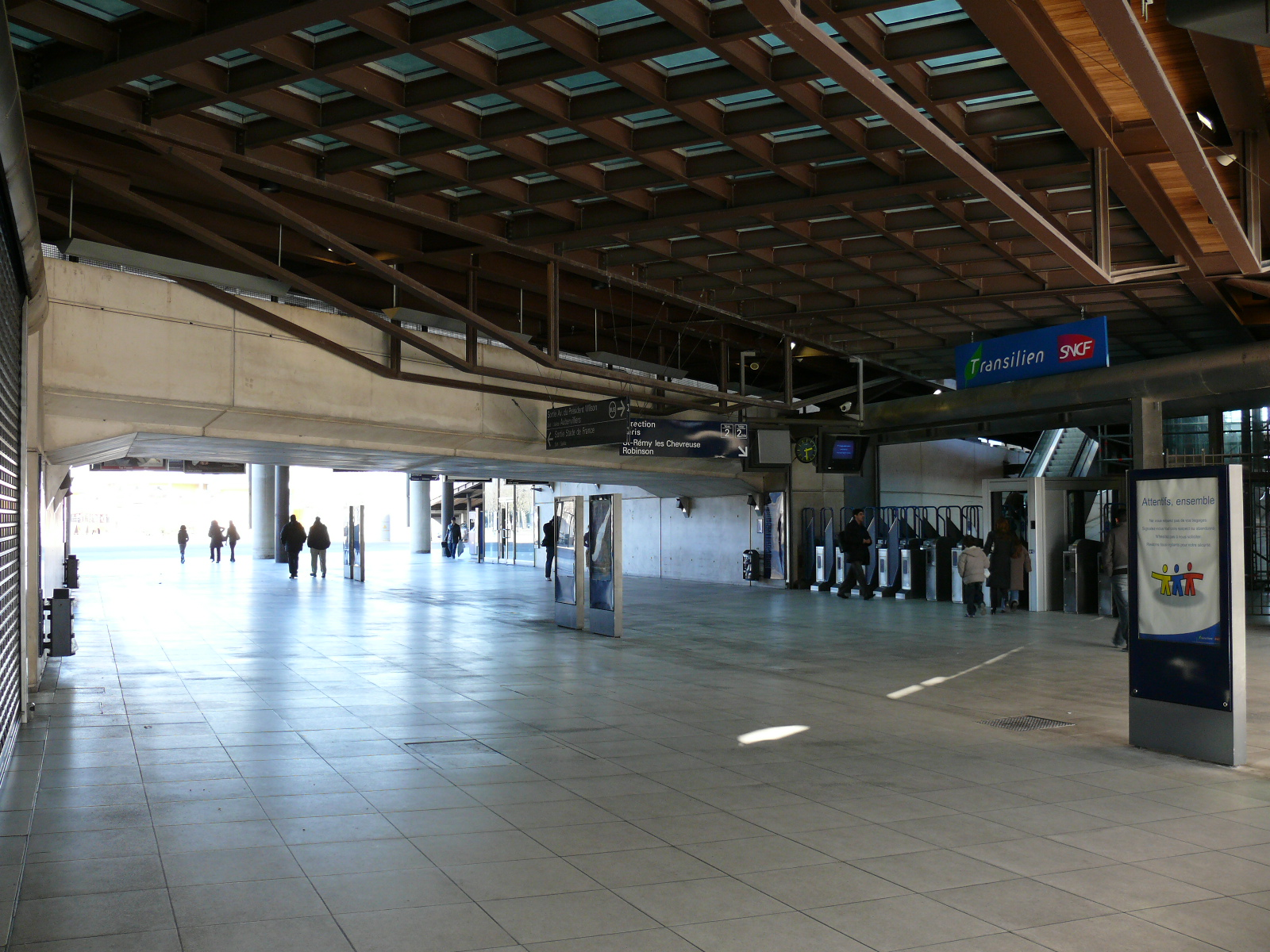
Stationshal van La Plaine - Stade de France
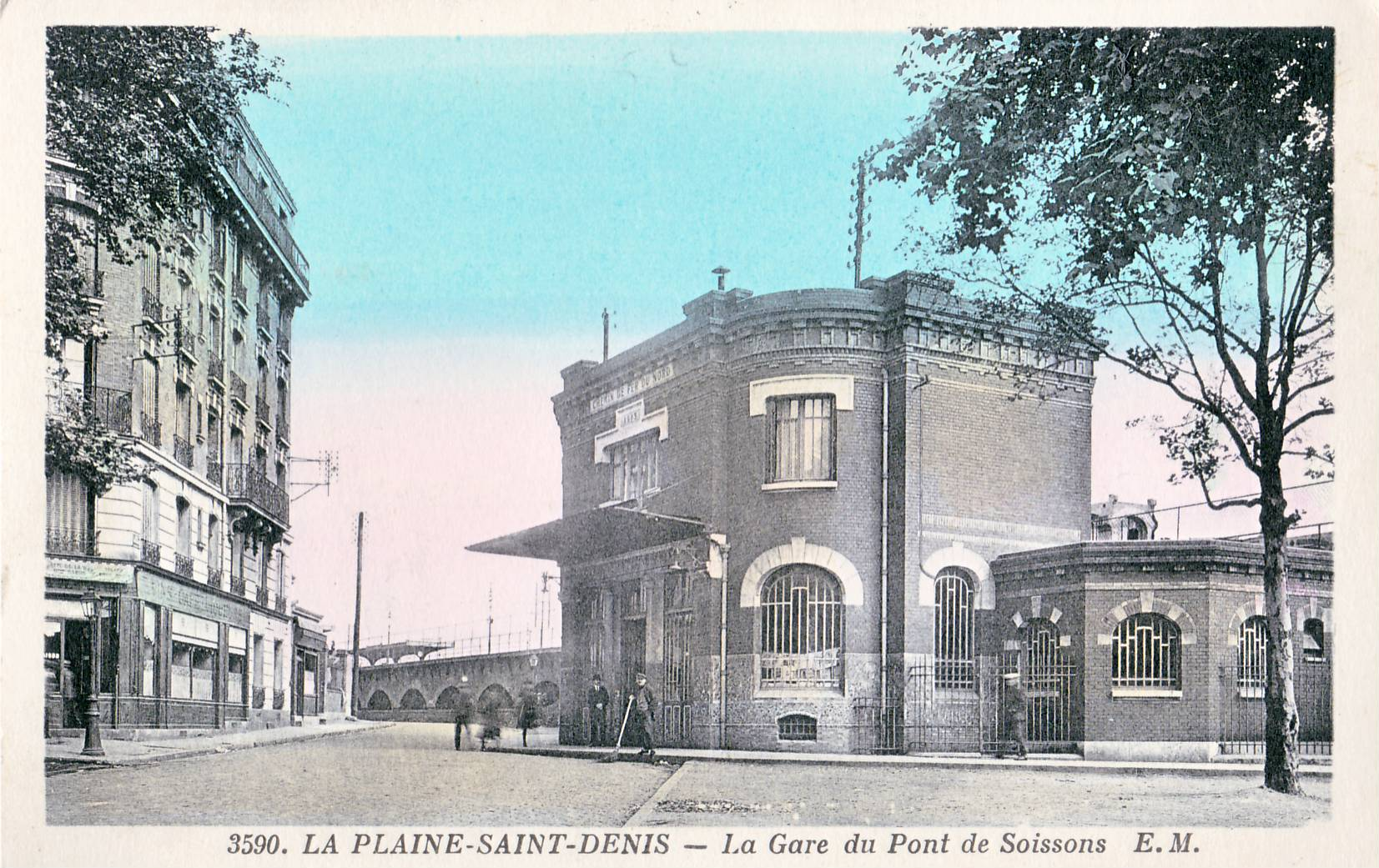
Een oude afbeelding van het toen geheten La Plaine - Saint Denis